# Jacek Gudrajczyk
Jacek Gudrajczyk – jeden z czołowych przedstawicieli polskiej opozycji demokratycznej w Rzeczypospolitej Krakowskiej.
Wsławił się jako przywódca studenckiego zamachu na prezesa Senatu Wolnego Miasta Stanisława Wodzickiego. Później działał na terenie Krakowa jako członek Stowarzyszenia Ludu Polskiego. Radykał. Prowadził agitację i działalność oświatową pośród młodzieży rzemieślniczej. Aresztowany w marcu 1838 roku przez dyrektora krakowskiej policji, Franciszka Gutha i osadzony w więzieniu.